# Duffy Waldorf
James Joseph „Duffy“ Waldorf, Jr. (* 20. August 1962 in Los Angeles, Kalifornien) ist ein US-amerikanischer Berufsgolfer der PGA TOUR. Er gehört zu den schillerndsten Figuren und Veteranen der nordamerikanischen Turnierserie.

## Werdegang
Waldorf besuchte die UCLA, machte 1985 seinen Abschluss in Psychologie, wurde als College Player of the Year ausgezeichnet, und spielte auch für sein Land im Walker Cup.
Am Ende jenes ereignisreichen Jahres wurde er Berufsgolfer, konnte sich aber erst 1990 endgültig für die PGA TOUR qualifizieren. Waldorf ist ein sehr beständiger Spieler und hat bislang vier Turniere und über 11 Mio. $ an Preisgeldern gewinnen können. Vor allem im kurzen Spiel gehört Duffy zu den Besten auf der Tour.
Der ausgewiesene Weinfachmann ist für seine bunten Kappen und ausgefallenen Hemden bekannt. Seine Frau und Kinder schreiben auch immer Mitteilungen und Erinnerungen auf die Golfbälle, die er während der Turniere verwendet.

## PGA Tour Siege
- 1995 LeCantera Texas Open
- 1999 Buick Classic, Westin Texas Open
- 2000 National Car Rental Golf Classic Disney

## Andere Turniersiege
- 1995 Hyundai Team Matches (mit Tom Lehman)
- 1996 Hyundai Team Matches (mit Tom Lehman)
- 2000 Hyundai Team Matches (mit Tom Lehman)